# Роберто Донадоні
Робе́рто Донадо́ні (італ. Roberto Donadoni; нар. 9 вересня 1963, Чизано-Бергамаско) — італійський футболіст, півзахисник. Після завершення ігрової кар'єри — футбольний тренер, протягом 2006—2008 років очолював тренерський штаб національної збірної Італії.
Як гравець насамперед відомий виступами за клуб «Мілан», а також збірну Італії.
Шестиразовий чемпіон Італії. Чотириразовий володар Суперкубка Італії з футболу. Триразовий переможець Кубка/Ліги чемпіонів УЄФА. Триразовий володар Суперкубка УЄФА. Дворазовий володар Міжконтинентального кубка.

## Ранні роки
Роберто Донадоні народився 9 вересня 1963 року в Чизано-Бергамаско, розташованому за 16 км від Лекко і 18 км від Бергамо, у селянській родині, яка володіла наділом землі й корівником. Як і багато інших сімей у провінційних містечках Італії, сім'я Донадоні була багатодітною (у батька Роберто було 11 братів і сестер, а в матері, Джакоміни, 5 сестер). Сам Роберто був четвертою дитиною, у нього є старші брати Джорджо і Джільйолі, а також сестра Марія Роза. Частина населення Чизано-Бергамаско зайнята сільським господарством, тут вирощують кукурудзу й виноград. До сих пір улюбленим місцем відпочинку Роберто є природа, а сам він каже, що «задихається» в місті.
| | Як й інші діти та юнаки мого віку. Ми виходили зі школи і йшли до поля біля приходу, де грали у футбол, але не тільки. З року в рік ми влаштовували щось на зразок Олімпіад, у яких брали участь і діти старшого віку, у тому числі мій брат Джорджіо. Ігрові дисципліни були незвичайні, але там було просто море веселощів |
| — відповідь на питання: «Як і в що грав маленький Роберто Донадоні?» (від Франческо Капуто для сайту tuttomercatoweb.com) | |

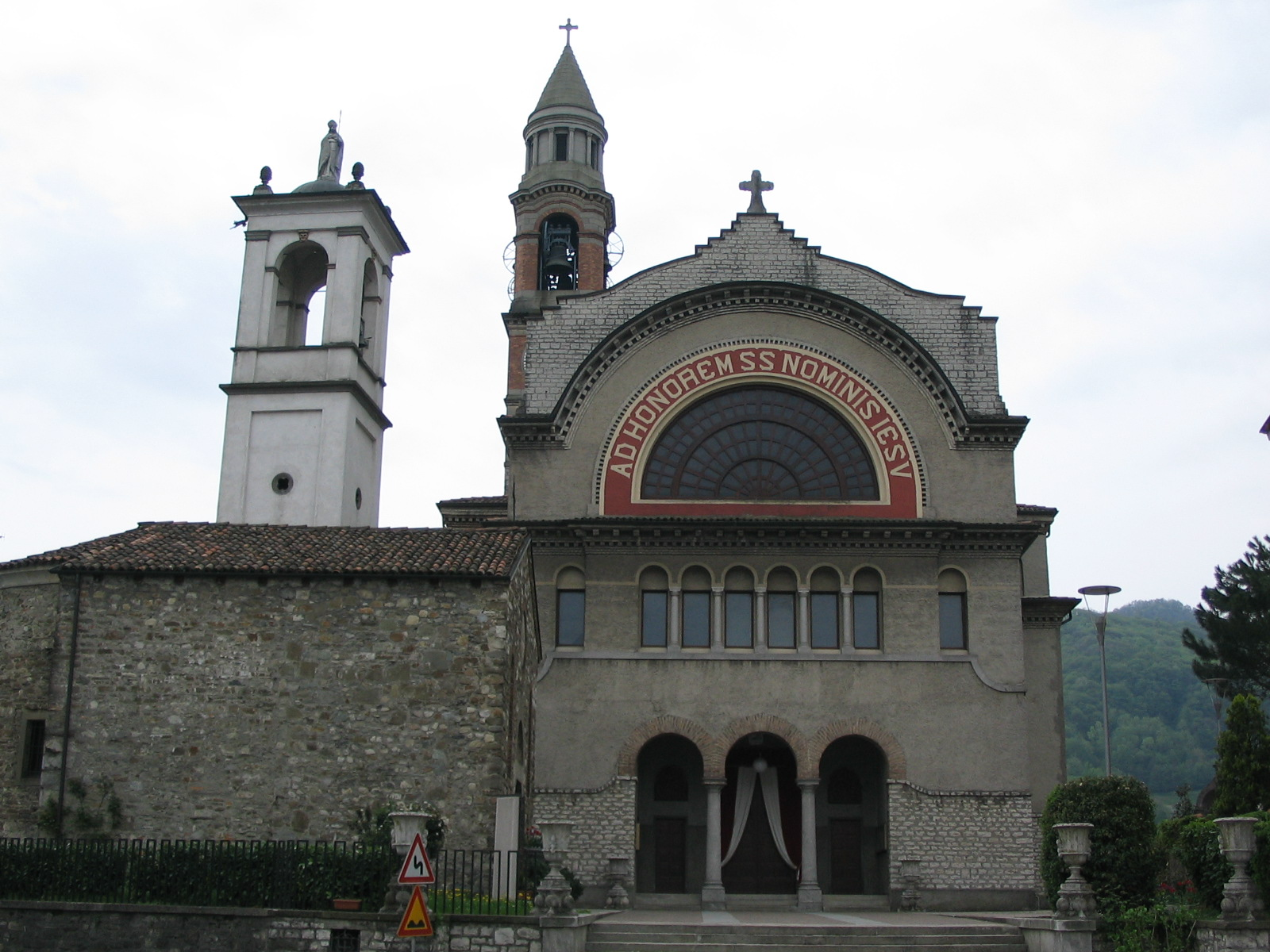
Церковний прихід, за яким знаходилося поле, де в дитинстві часто грав Донадоні

У дев'ятирічному віці Донадоні разом зі своїми братами став гравцем місцевої спортивної школи команди «Чізанезе», яка змагалася на полі позаду церковного приходу з такими ж командами з місцевих хлопчаків. Брат, Роберто Джорджо, був найкращим гравцем клубу, але, отримавши одного разу травму, за порадою батька сімейства вирішив у майбутньому працювати у банківському секторі й зосередився на досягненні цієї мети, а Роберто продовжив заняття спортом. У 12 років у Донадоні, який проявляв непогані футбольні здібності, з'явилися перші бутси, Adidas Рівера.
| | Звичайно, хто ж не грав у футбол у нашій країні? У футбол грали навіть там, де не було поля, було досить рівної галявини й чотирьох каменів, які зображують ворота. |
| — відповідь на питання: «Але футбол був головним?» (від Франческо Капуто для сайту tuttomercatoweb.com) | |

На заваді футбольній кар'єрі Роберто спочатку був його маленький зріст: у 14 років він становив усього лише 145 см, але з часом Роберто підріс, і проблема зникла сама по собі.

## Клубна кар'єра

### Кар'єра в «Аталанті»
Свою професіональну кар'єру Роберто розпочав у клубі «Аталанта» після того, як гру молодого Донадоні помітив один із тренерів молоді клубу, Рафаелло Боніфакьо. Щоби грати за молодь «Аталанти», на тренування, які проходили на колишньому полі військової частини, Донадоні їхав на автобусі 18 км, а потім йшов пішки від автобусної зупинки ще півкілометра. Його автобус після тренування йшов о 18.00, а якщо Роберто не встигав на нього, то йому доводилося чекати наступного рейсу о 21.00.
У 1982 році Донадоні дебютував за основний склад «Аталанти». У цей час клуб перебував у серії В. Донадоні вдалося швидко увійти до основи команди, і в першому ж сезоні він вийшов на поле у 18-ти матчах. Через рік клуб посів перше місце в другому італійському дивізіоні й вийшов у Серію А, у тому числі й завдяки Роберто, який провів 26 матчів і забив 2 м'ячі. У Серії А Роберто дебютував 16 вересня 1984 року в матчі з клубом «Інтернаціонале», який завершився з рахунком 1:1, а після закінчення чемпіонату клуб зайняв 10-е місце, ставши найбільш «нічийною» командою ліги, поділивши очки з суперниками 18 разів. В останньому сезоні в складі «Аталанти» Донадоні зумів забити свій перший м'яч у Серії А. Це сталося на 31-й хвилині зустрічі з «Пізою», на 75-й хвилині суперник зрівняв рахунок, а гра так і завершилася з рахунком 1:1. Усього в першості Роберто забив за «Аталанту» 3 м'ячі, а клуб зайняв 8-е місце. Цікаво, що вже в наступному сезоні після відходу Донадоні з команди, «Аталанта» вилетіла в Серію В. Уже в середині сезону з агентом Донадоні щодо переходу Роберто почали контрактувати провідні італійські клуби, такі, як «Мілан», «Рома», «Інтер» та «Ювентус». Римський клуб майже домовився про трансфер Донадоні, проте в останній момент змінив рішення й уклав договір про перехід молодого хавбека, який був вихованцем школи «Роми», Паоло Балдіері з «Пізи».

### Кар'єра в «Мілані»
Улітку 1986 року Донадоні був викуплений за 3,5 млрд лір «Міланом», клубом, за який він вболівав з дитинства. Це була скандальна угода, тому що футболіст уже дав особисту згоду й підтвердження в пресі на перехід до «Ювентуса», несподівано підписавши контракт із прямим конкурентом туринського клубу. Донадоні став першим придбанням нового президента команди, Сільвіо Берлусконі, причому придбання футболіста не обговорювалася з головним тренером клубу, Нільсом Лідгольмом. Перший матч у футболці «россонері» Донадоні зіграв 27 липня проти «Віпітено». Зустріч завершилася з рахунком 6:0 на користь «россонері». У серпневих міжсезонних матчах Донадоні кілька разів у пресі висловився, що «Мілан» грав досить повільно, за що отримав догану від Лідгольма, який назвав слова Роберто провінційними. 24 серпня Роберто дебютував в офіційній грі на Кубок Італії проти клубу «Самбенедеттезе», яку міланісти виграли з рахунком 1:0. 14 вересня Донадоні вперше зіграв за «Мілан» у Серії А. Щоправда, гра для червоно-чорного клубу виявилася невдалою: клуб вдома програв «Асколі» 0:1. Лідгольм відразу почав робити ставку на Донадоні, на позиції лівого центрального півзахисника, де Роберто, разом з іншим новачком клубу — Данієле Массаро, мав «закривати» центр поля. У зв'язці двох центральних півзахисників, Донадоні був більш націленим на атаку, а Массаро на оборону команди.
У подальшому Роберто, який звик грати в центрі поля, був переведений на правий фланг півзахисту. Цьому сприяв новий головний тренер клубу, Арріго Саккі, який з'явився влітку 1987 року та почав вимагати від своїх підопічних чудової фізичної форми. Донадоні, який з дитинства звик до великих фізичних навантажень, ідеально підходив на роль крайнього півзахисника, футболіста, якому витривалість надзвичайно необхідна. Вболівальники «Мілана» захоплювалися дуже непоступливим стилем гри Донадоні на полі: він вступав у єдиноборство навіть ціною травм і забоїв, за що його прозвали «Кісткою».
Арріго Саккі був прихильником революційної на той час схеми 4-4-2, до того ж він сповідував ідеї «тотального футболу», в якому всі гравці й захищаються, й атакують. Але особливе значення Саккі надавав роботі гравців без м'яча й пресингу по всій ширині поля. У футбол, який проповідував Саккі, непоступливий Донадоні вписувався ідеально, до того ж, Роберто дуже любив підключатися до атак. У першому ж сезоні роботи Саккі з командою «Мілан» переміг у чемпіонаті Італії, і Донадоні став одним із творців цієї перемоги, створивши разом з Анджело Коломбо й Карло Анчелотті «кулак» у центрі поля. 3 січня 1988 року на 78-й хвилині він забив четвертий м'яч у ворота чемпіона попереднього року — «Наполі», встановивши остаточний рахунок зустрічі, 4:1 на користь «міланістів». Усього в чемпіонаті сезону 1987—1988 років Донадоні забив 4 м'ячі. «Скудетто» 1988 року стало 11-м в історії «Мілана» й першим трофеєм у кар'єрі Роберто Донадоні.
У наступному році «Мілан» домігся ще більш разючих результатів — він виграв Кубок європейських чемпіонів. На одній з ранніх стадій турніру, у матчі «Мілана» з клубом «Црвена Звезда», Донадоні отримав удар по голові після зіткнення з гравцем команди суперника й знепритомнів на полі, після чого йому знадобилася термінова допомога лікаря «Мілана», Джанні Монті. У півфінальному матчі змагання, який проходив 19 квітня 1989 року, міланці «розгромили» мадридський «Реал» з рахунком 5:0. Роберто Донадоні став одним з найкращих гравців зустрічі, він зробив гольову передачу на Рууда Гулліта й забив останній м'яч у цій грі. У тому ж році клуб став найкращою командою світу, перемігши у фіналі Міжконтинентального кубка клуб «Атлетіко Насьйональ». Попри успіхи на міжнародній арені, у національній першості клуб зайняв лише 3-тє місце, а Донадоні забив лише один м'яч (у ворота «Фіорентини»), цьому також сприяла травма Роберто, отримана ним у листопаді, й операція, яка слідувала за нею.
| Россі Пануччі Галлі Мальдіні Тассотті Альбертіні Десаї Бобан Донадоні Савичевич Массаро Тр.: Капелло |
| Схема гри «Мілана» у Лізі чемпіонів 1993—1994                                                        |

Через рік «Мілан» знову вдало виступив у Кубку чемпіонів, здобувши перемогу в турнірі. Проте Донадоні у півфінальних матчах та у фіналі участі не брав через дискваліфікацію, яку він отримав за «пряму» червону картку на 102-й хвилині переможного (2:0) домашнього поєдинку матчі-відповіді 1/4 фіналу проти «Мехелену». У тому ж році «Мілан» вдруге поспіль переміг у Міжконтинентальному кубку. У чемпіонаті клуб зайняв друге місце, пропустивши вперед лише «Наполі», при цьому команда стала найрезультативнішою в лізі, забивши 56 м'ячів, 4 з яких на рахунку Донадоні. Найважливіший гол Роберто забив 3 грудня, вразивши ворота «Болоньї» і принісши перемогу своїй команді.
Сезон 1990/91 років став для міланського клубу й самого Донадоні «провальним». Невдачі переслідували команду як на європейській арені, так і в першості Італії. Слідом за цими невдачами в лютому 1991 року відбулася відставка головного тренера клубу, Арріго Саккі. На місце Саккі прийшов Фабіо Капелло, тренер, якого Роберто згодом назвав своїм наставником і вчителем.
З Капелло, як і з Саккі, «Мілан» у перший же сезон виграв першість Італії, не програвши жодного матчу, а Роберто більше зосередився на грі в обороні й асистуванні партнерам, включаючи Марко Ван Бастена, найкращого бомбардира сезону. А в сезоні 1992/93 років клуб зробив «дубль», перемігши в чемпіонаті й Кубку Італії. Капелло у тому сезоні варіював склад, а тому гравців, які зіграли більш як 10 матчів у чемпіонаті набралося 20 чоловік. Сам Донадоні провів 20 поєдинків, частину з яких на незвичному для себе лівому фланзі півзахисту, поступившись місцем в основному складі Звонимиру Бобану. Через рік «Мілан» виграв відразу 5 трофеїв — чемпіонат, Кубок і Суперкубок Італії, а також Лігу чемпіонів і Суперкубок УЄФА. У сезоні 1994/95 років був провідним виконавцем міланського клубу, проте «Мілан» не зумів завоювати жодного трофею.
У сезоні 1995/96 років Донадоні став поступатися своїм місцем в основному складі молодому Ераніо. А після відходу Капелло, з яким «Мілан» виграв ще один чемпіонат Італії, Роберто вирішив піти зі складу «россонері».
Усього, у складі «Мілана», Донадоні виступав протягом 10 років, вигравши з клубом майже всі клубні трофеї — чемпіонат та Кубок Італії, Кубок чемпіонів, Міжконтинентальний кубок, Суперкубок Європи й Італії. За «Мілан» Донадоні провів 361 матч і забив 23 м'ячі.

### Останні роки кар'єри
Після чемпіонату світу 1994 року, Донадоні, як і багато інших гравців, які завершували кар'єру, спокусився заробітками, а також новими можливостями, які надавали клуби МЛС (найвищий дивізіон футбольного чемпіонату для США та Канади). Роберто, у лютому 1996 року, перейшов у клуб «Нью-Йорк Метростарс», підписавши піврічний контракт напередодні чемпіонату Європи, і таким чином ставши єдиним учасником турніру, який належав клубу МЛС (на той час провів 2 гри, у яких відзначився нереалізованим буллітом), і першим легіонером в історії збірної Італії. Донадоні переїхав у північноамериканський клуб, попри те, що йому пропонував контракт «Реал» Мадрид, але Роберто не бажав навіть можливості того, щоб вийти на гру проти «Мілана».
Після закінчення чемпіонату Європи, Донадоні повернувся в США, де 26 червня провів свою третю гру за клуб проти «Канзас-Сіті Візардс», у якій віддав гольову передачу, а в четвертій грі, 10 липня з «Далласом», Роберто показав всю свою майстерність, зробивши 2 гольові передачі й узявши участь у 60-ти атаках своєї команди, після цього матчу американська преса стала писати, що за своїм потенціалом, Донадоні — найсильніший гравець у МЛС. З приходом Роберто вся гра «Метростарс», які до приходу Донадоні перемогли лише в одному матчі з 13-ти, трансформувалася й клуб почав перемагати. Завдяки своїй грі, у перший же сезон у «Нью-Йорку», Роберто був названий одним з найкращих футболістів чемпіонату, увійшовши до символічної збірної турніру й навіть претендував на титул найціннішого гравця ліги. Також брав участь у матчі All Stars команд Західної та Східної Конференцій ліги МЛС, Роберто провів на полі 35 хвилин за команду «Сходу». Після закінчення першого сезону, Донадоні продовжив контракт з «Метростарз» на 2 роки, але потім ледь не розірвав договір, отримавши запрошення свого колишнього тренера Саккі, який очолив «Мілан», пізніше Донадоні відповів відмовою.
| | Розумієте, всі інші ліги вже давно існують. Прийти туди — значить, прийти на готове. Це нецікаво й ніякого імпульсу мені не дасть. А ось безпосередньо брати участь у народженні й розвитку чогось абсолютно нового — це абсолютно непередаване відчуття. Ти відчуваєш те ж, що відчуваєш при народженні й вихованні твоєї власної дитини. Тому я й вирішив поїхати до США. Мені 33 роки, і я вирішив, що саме час випробувати в житті щось нове. Коли багато років граєш в одній країні й одній команді, відчуття радості від футболу дещо притупляється. А тут — нове життя, новий досвід. Я дуже радий цьому повороту. |
| — відповідь на питання: «Чому ви вирішили відправитися саме в США?» (від Ігоря Рабінера для сайту sport-express.ru) | |

Після закінчення другого сезону Донадоні повернувся до «Мілану», на запрошення Фабіо Капелло, якому був потрібний футболіст-лідер у роздягальні клубу. Тобто Донадоні мав стати неформальним (на відміну від офіційного — капітана команди) лідером команди та помічником тренера, який на поле виходить не завжди, але завдяки йому в команді підтримується нормальний мікроклімат. Роберто повернувся в європейський футбол виключно заради «россонері», з якими він 12 жовтня підписав контракт до червня 1999 року. Донадоні провів у Мілані 2 сезони, зіграв 24 матчі за клуб і востаннє в кар'єрі став переможцем Серії A. Останню ж гру за «Мілан» Роберто провів 11 квітня 1999 року в чемпіонаті проти «Парми», у цій зустрічі «Мілан» був сильніший — 2:1.
Останнім клубом у кар'єрі Донадоні-гравця став аравійський клуб «Аль-Іттіхад», куди Донадоні перейшов як вільний агент, підписавши контракт на 1 сезон. З цією командою Роберто виграв свій останній в ігровій кар'єрі титул — чемпіона Саудівської Аравії. У травні 2000 року Донадоні «повісив бутси на цвях», попри те, що «Аль-Іттіхад» пропонував Роберто залишитися в Джидді граючим тренером.

## Виступи за збірну

### Молодіжна команда
У 1984 році Донадоні отримав перше запрошення до молодіжної збірної Італії на матч зі Швейцарією, однак на поле так і не вийшов. У складі молодіжної національної команди дебютував 12 березня 1985 року проти Австрії, а 28 березня забив свій перший м'яч за молодіжну збірну, на 87-й хвилині зустрічі вразивши ворота Бельгії. Роберто швидко став гравцем основи й лідером молодіжної збірної, разом з Роберто Манчіні й Ріккардо Феррі. Він брав участь у всіх матчах у кваліфікації до молодіжного чемпіонату Європи, лише зрідка програючи конкуренцію за місце в складі Балдіері. У 1986 році в складі команди він відправився на фінальний турнір, де провів усі поєдинки. Італійці дійшли до фіналу, де, зігравши в основний час 0:0 з командою Іспанії, програли в серії післяматчевих пенальті.

### Національна команда

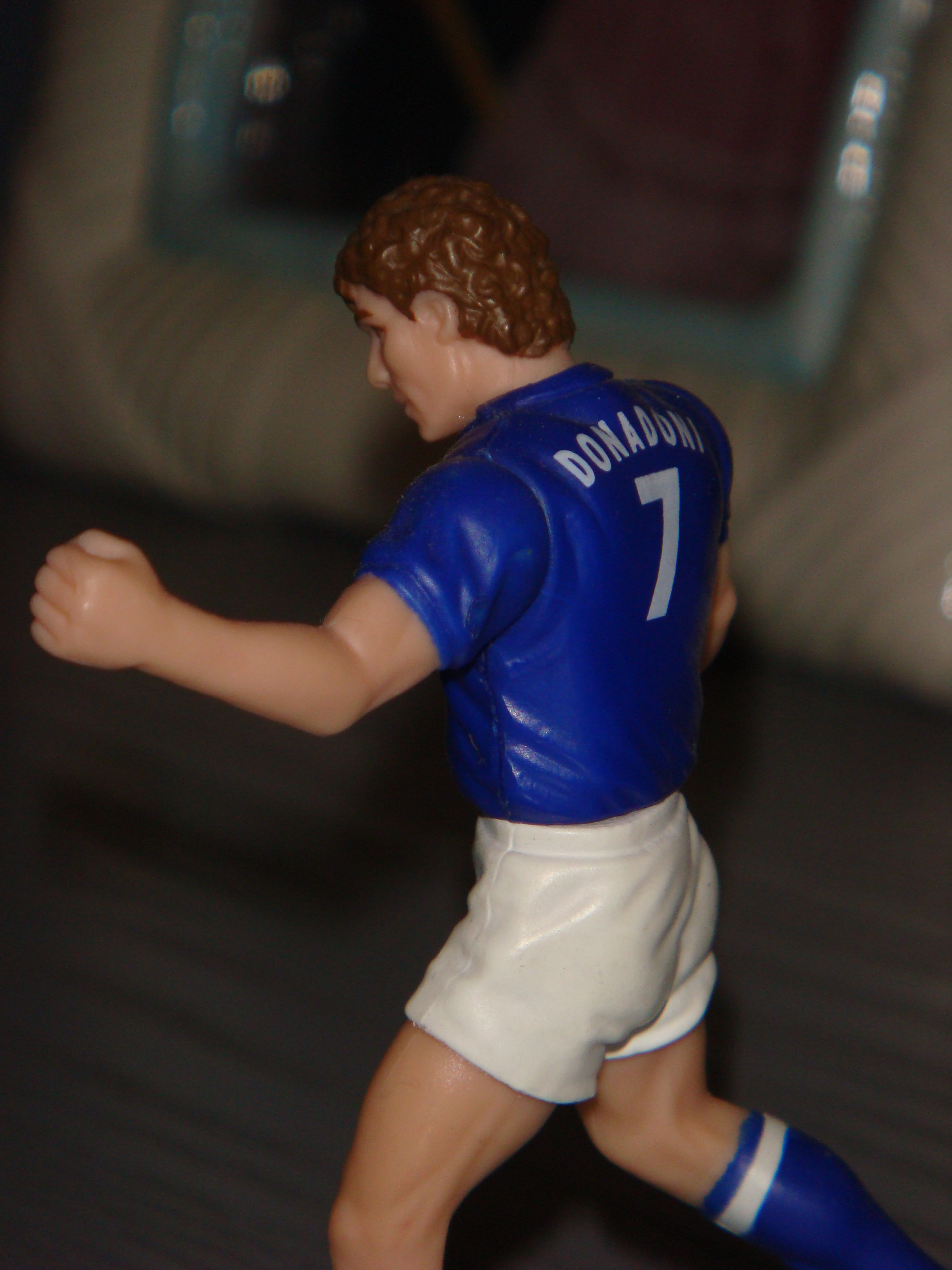
Модель Роберто Донадоні до чемпіонату світу 1990 року

Протягом 10 років Роберто Донадоні виступав за збірну Італії. Дебютував у головній італійській команді 8 жовтня 1986 року в матчі проти збірної Греції, в якому здійснив декілька «сольних» проходів, завдяки чому отримав хороші відгуки преси. Уже в наступній грі, 15 листопада, Донадоні відкрив свій рахунок голам за збірну, вразивши ворота команди Швейцарії. У тій грі Донадоні вийшов на поле, незважаючи на те, що кількома днями раніше він отримав невелику травму й майже не тренувався.
Спочатку в збірній Донадоні грав на позиції нападника, взаємодіючи з Джанлукою Віаллі, або діяв на позиції атакувального півзахисника, позаду Віаллі й Альтобеллі, яких постачав передачами. Але після прекрасної гри на фланзі півзахисту «Мілана», Роберто був переведений на фланг і в складі збірної Італії. До приходу Донадоні в національну команду, постійним гравцем основи збірної був футболіст «Наполі» Фернандо Де Наполі, учасник чемпіонату світу 1986 року. Але після появи в складі збірної Роберто, Де Наполі виходив на поле тільки тоді, коли треба було підмінити когось із гравців «основи» збірної.
Донадоні брав участь у двох чемпіонатах Європи та двох чемпіонатах світу. На чемпіонаті Європи в 1988 році італійці дійшли до півфіналу, в якому програли збірній СРСР. А Роберто провів у фінальному турнірі чотири гри. Через два роки на «домашньому» для Італії чемпіонаті світу, який проходив у 1990 році, в півфіналі Італія — Аргентина основний і додатковий час матчу завершився внічию 1:1, була призначена серія пенальті, у якій удар Донадоні, який пробивав 11-метровий 7-м, був відбитий Серхіо Гойкочеа, а Дієго Марадона, який пробивав пенальті в аргентинців слідом за Донадоні, був точним, вивівши свою команду у фінал турніру. Після цієї помилки номер 17, під яким виступав Роберто, став вважатися в Італії нещасливим. Наприклад, на чемпіонаті Європи у 2008 році, коли Донадоні був головним тренером італійців, сам Роберто дав 17-й номер третьому воротареві збірної Моргану де Санктісу.
Після чемпіонату світу Роберто на деякий час вибув зі складу збірної. Адзельйо Вічіні, головний тренер італійців, перестав довіряти Роберто, в результаті після мундіалю футболіст провів за збірну лише три матчі. Дві гри Донадоні провів у кваліфікаційному турнірі до чемпіонату Європи. Обидві зі збірною Угорщини, зіграні з перервою в 7 місяців. І якщо перша гра для всієї збірної склалася невдало (нічия 1:1), то в другій грі Донадоні став найкращим на полі, забивши обидва голи своєї команди і принісши їй перемогу з рахунком 2:1. Незважаючи на це досягнення, Вічіні все одно не викликав Донадоні в національну команду, яка під керівництвом цього тренера більше не здобула жодної перемоги.
Слідом за тим як Італія втратила всі шанси на поїздку на чемпіонат Європи, Вічіні був звільнений, а на його місце прийшов колишній наставник Донадоні в «Мілані», Арріго Саккі. Саккі добре знав усі сильні сторони Донадоні і став запрошувати його до складу збірної команди. У кваліфікації до чемпіонату світу Роберто провів 5 матчів, особливо вдало він виступив у грі з Шотландією, де віддав гольову передачу й забив м'яч, фактично «зробивши» результат. У 1994 році Донадоні поїхав у складі збірної на фінальну частину чемпіонату світу. На світовій першості Роберто провів шість матчів із семи, але в серії пенальті італійці знову програли, цього разу бразильцям у фіналі. Сам Донадоні пенальті не бив. Після гри Роберто сказав: «У тому фіналі я майже втрачав свідомість три або чотири рази».
У 1996 році Донадоні поїхав на свій останній міжнародний турнір, чемпіонат Європи, але на ньому італійці навіть не вийшли з групи. Остання гра на турнірі, 19 червня з Німеччиною, яка закінчилася нульовою нічиєю, стала останнім матчем Донадоні за національну збірну. Всього в складі «Скуадри адзурри» Донадоні зіграв 63 матчі й забив 5 м'ячів. Місце Донадоні в збірній зайняв Роберто Ді Маттео, який у національній команді грав правим півзахисником.

## Кар'єра тренера

### Кар'єра клубного тренера
У футболі Донадоні був відсутній лише рік. Отримавши тимчасовий дозвіл на тренерську діяльність, він очолив клуб серії С1 «Лекко». З цим клубом Донадоні зайняв скромне 9-е місце. Наступний сезон Роберто почав у «Ліворно», який виступав у Серії В. За підсумками чемпіонату «Ліворно» зайняв лише 10-е місце, але Донадоні був сповнений оптимізму щодо майбутнього команди. Однак контракт Роберто з клубом був підписаний лише на один рік. Спортивний директор клубу, Роберто Танкреді, який і запросив Донадоні, подав у відставку, а президент клубу, Альдо Спінеллі, що постійно критикував Роберто, не захотів бачити Донадоні «біля керма» команди. Відразу після «Ліворно» Донадоні запросили в інший клуб Серії В, «Дженоа». З генуезькою командою Донадоні недопрацював до кінця сезону, його звільнили після серії з трьох поразок.
У січні 2004 року «Ліворно», який на той час вийшов у Серію А, знову запросив Донадоні, що на той момент працював з молодіжним складом клубу. Він мав зайняти місце звільненого за невдалий виступ команди Франко Коломбо. Клуб, під керівництвом Роберто, за підсумками чемпіонату посів 8-е місце, а форвард Крістіано Лукареллі, забивши 24 м'ячі, став найкращим бомбардиром першості. У лютому 2006 року Донадоні, якому, після нічиї з «Мессіною», знову дісталося від Альдо Спінеллі, пішов зі своєї посади. Це сталося попри те, що клуб займав, на той час, 5-е місце в чемпіонаті Італії. Донадоні сказав: «Моє рішення залишити „Ліворно“ було єдино можливим, з президентом клубу я відчуваю себе не в своїй тарілці. Спінеллі винен у цій ситуації? Ні, це далеко не так. Якщо найбільший акціонер не любить мене, то я готовий усунути його незручність». Іншою причиною називалося те, що найкращий форвард «Ліворно» Крістіано Лукареллі почав конфліктувати з Донадоні, а президент клубу встав на сторону нападника. Правда, сам Роберто пояснив, що це твердження «далеке від істини».

### Кар'єра тренера збірної Італії

#### Відбіркові матчі до чемпіонату Європи 2008
Замість Марчелло Ліппі, який пішов зі збірної Італії після переможного чемпіонату світу в Німеччині, головним тренером «Скуадри адзурри» 13 липня 2006 року був призначений Роберто Донадоні. Велику роль у призначенні Роберто зіграв його близький друг і колишній партнер по «Мілану», Деметріо Альбертіні, віце-комісіонер національної федерації футболу Італії. За іншою версією, на призначення Донадоні вплинуло бажання бачити на посаді головного тренера людину, яка жодним чином не була замішана в «кальчополі», корупційному скандалі в італійському футболі. Після призначення Донадоні говорив: «Я щасливий і схвильований. Усе тільки починається».

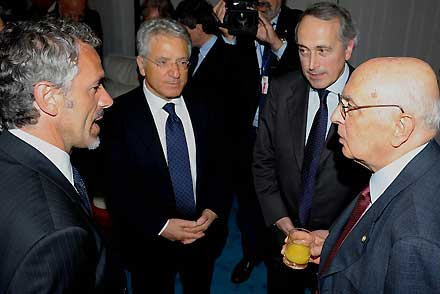
Тренер збірної Роберто Донадоні, віце-президент ФІФА Альберто Матаррезе, президент італійської федерації Джанкарло Абете і президент Італії Джорджо Наполітано (24 травня 2008 року).

Офіційно в ролі головного тренера збірної Донадоні був представлений 18 липня, ставши наймолодшим тренером збірної Італії в історії команди. 16 серпня Італія, під керівництвом Роберто, зіграла свій перший товариський матч проти збірної Хорватії, який завершився з рахунком 2:0 на користь хорватської «дружини». Розгромної критики після цієї поразки не було: на поле грав лише один чинний чемпіон світу, голкіпер Марко Амелія, який на світовій першості взагалі не виходив на поле.
Незабаром Італія, з Донадоні на чолі, провела свій перший офіційний матч у кваліфікації до чемпіонату Європи 2008, у якому «скаудра адзурра» несподівано зіграла внічию 1:1 у домашньому матчі з Литвою. А після поразки на Сен-Дені від французів, преса вже щосили говорила про швидку відставку Донадоні, зокрема, газета La Nazione's вийшла з заголовком: «Як розвалити роботу Ліппі всього за три тижні». Гіршого початку відбіркового турніру італійці не демонстрували з 1974 року. Заважали Донадоні не тільки його власні помилки, але й відхід від збірної її лідерів — Алессандро Нести і Франческо Тотті, заміни яким не було.
Незважаючи на невдалий початок, надалі збірна Італії почала показувати зовсім інший футбол. У наступних восьми офіційних матчах (в неофіційних матчах команда, бувало, програвала) Італія здобула 7 перемог та зіграла внічию зі збірною Франції. А після гостьової перемоги над збірною Шотландії, яка для Донадоні стала, за його словами, «власним фіналом чемпіонату світу», команда гарантувала собі перше місце в групі. Відразу після цього Донадоні перепідписав контракт зі збірною, продовживши його на 2 роки.
Сам Роберто, вже після закінчення кваліфікації, був незадоволений критикою національної збірної. Він говорив на семінарі для тренерів європейських збірних, що «італійські ЗМІ відчувають себе вільно, щоб розкритикувати національну команду, вони очікують, що я буду суперменом. В Італії неминуче, що люди будуть давати вам поради, і якщо ви будете їм слідувати, то ви закінчите з 15 стилями гри».

#### Чемпіонат Європи 2008
Турнір для Італії розпочався 9 червня 2008 року. Ця дата стала днем «національної ганьби»: «Скуадра адзурра» була розгромлена з рахунком 0:3 збірною Нідерландів. Цей результат став найбільшою поразкою збірної за більш ніж 25 років, з таким же рахунком італійці програли збірній Швеції 15 жовтня 1983 року у кваліфікації чемпіонату Європи. Донадоні відразу потрапив під «вогонь критики»: його критикували й за улюблену схему 4-3-3, яка викликала сумніви ще під час кваліфікаційної стадії, і за вибір гравців. Зокрема, за Матерацці, Пануччі й Амброзіні: перші двоє, гравці оборони, начисто програли нападникам суперника, особливо ван Ністелрою, а третій погано діяв на місці опорного півзахисника. На заваді стала італійцям і травма найкращого захисника команди, Фабіо Каннаваро, яка «сплутала всі карти», через що збірна Італії зробила безліч помилок в обороні.
| Буффон Дзамбротта К'єлліні Пануччі Гроссо Гаттузо Перротта Де Россі Пірло Кассано Тоні |
| Схема стартового складу збірної Італії в матчі з Францією                              |

Через 4 дні після голландського «сніданку з чемпіонів» італійці блякло зіграли зі збірною Румунії. Лука Тоні, який користувався беззастережною довірою Донадоні, забив м'яч, помилково скасований через офсайд, але крім цього моменту нічим себе не проявив. А Алессандро Дель П'єро, який, навпаки, не користувався довірою тренера, і взятий Донадоні на Євро лише для того, щоб футбольна громадськість Італії не критикувала Роберто, став єдиним футболістом, від кого виходила загроза супернику завдяки нестандартним діям. Більш того, Італія, у кінцівці матчу, могла програти, але Джанлуїджі Буффон відбив пенальті від Адріана Муту. Сам же матч завершився з рахунком 1:1. На післяматчевій прес-конференції Донадоні сказав, що його команда грала добре і заслужила три очки як за якістю гри, так і за кількістю створених моментів. Він повідомив, що стурбований діями Дель П'єро й Тоні в атаці, які не принесли жодних дивідендів.
Останній матч у групі Італія грала 17 червня зі збірною Франції. У цій зустрічі італійці, нарешті, продемонстрували хорошу гру й упевнено перемогли 2:0. Багато хто пов'язував невдалу гру французів з тим, що Франк Рібері, лідер атак команди, на самому початку матчу отримав важку травму. Але вийшла Італія з групи не тільки внаслідок своїх дій, але й, багато в чому, завдяки збірній Нідерландів, яка обіграла румунів з рахунком 2:0, хоча могла виставити другий склад у цій грі, яка нічого для них не значила. Донадоні сказав напередодні останніх матчів у групі: «Я вірю, що все буде чесно й справедливо. У нас є можливість обіграти французів, і ми будемо думати тільки про це», і він не помилився.
У чвертьфіналі європейської першості Італія грала з Іспанією. Донадоні вибрав надобережну тактику, а іспанці особливо не ризикували. Гра завершилася з рахунком 0:0. У серії пенальті, як і у всій кар'єрі Донадоні, його команда програла. Хоча й тут не обійшлося без помилки Донадоні: він поставив бити пенальті Данієле Де Россі, який не тільки більше за всіх здійснив бігової роботи в цьому матчі, але й отримав болючу травму. Де Россі пенальті не забив. Ще однією помилкою називали те, що Дель П'єро, який був у непоганій формі, вийшов на заміну лише на 108 хвилині зустрічі, на що Донадоні відповів:
|  | Я міг би ввести дель П'єро в гру трохи раніше, але де Россі отримав сильний удар, і ми могли залишитися удесятьох, якби він не зміг продовжити гру. Однак Даніеле проявив себе стійко. Ці хлопці — справжні бійці, і мені було боляче бачити, як деякі з них плакали після матчу. На жаль, це є частиною нашої професії, яка приносить нам як великі хвилини радості, так і моменти гіркоти. |

### Після Євро 2008
Попри поразку, Донадоні не збирався залишати свою посаду. Він сказав: «У питанні післяматчевих пенальті в мене не дуже хороше досьє. Однак ця команда підтвердила те, що є згуртованим колективом. Гравці можуть пишатися своїм виступом на турнірі, який ми залишаємо, не програвши супернику в ігровий час. Думаю, що вся Італія пишається своєю збірною так само, як я. Адже з нею мені довелося пережити два чудові роки й набути досвіду, цінність якого не залежить від кінцевого результату». І керівництво італійського футболу не збиралося відразу зміщувати Донадоні. Зокрема, президент федерації футболу Італії, Джанкарло Абете, сказав: «Ми проаналізуємо виступи на цьому турнірі. У мене вже призначена зустріч із Донадоні, на якій ми обговоримо гру збірної на Євро-2008. Очевидно, що федерація повинна мати чіткий план на майбутнє, і ми обов'язково оцінимо ситуацію. Зараз, коли ми розчаровані й повинні проявити єдність, не на часі вести бесіди про контракти», а керівник італійської футбольної ліги, Антоніо Матаррезе, говорив: «Минулого разу післяматчеві пенальті принесли нам удачу, цього разу фортуна посміхнулася Іспанії. Такий футбол.». Однак преса була категорична, провідне спортивне видання Італії, La Gazzetta dello Sport, вийшло із заголовком «Все скінчено!», віденський репортер газети сказав, що в Італії була «імпотенція в атаці», маючи на увазі, що команда не забила жодного м'яча з гри. У тій же Gazzetta dello Sport, журналіст Луїджі Гарланд підбив підсумок збірної Донадоні:
|  | Збірна завершила свій турнірний шлях. Національна команда була багато в чому схожа на свого головного тренера: повна гідності й чесності, але відчуває недолік амбіцій і майстерності. Все було простувате, як майка, яка вчора просвічувалася скрізь білу сорочку Донадоні, чого б Ліппі собі ніколи не дозволив. "Помилкові рішення і брак досвіду", — ось чим свого часу мотивував Альдо Спінеллі рішення про звільнення Донадоні з поста головного тренера «Ліворно». Ця оцінка залишається актуальною й досі. Він стартував на Євро без де Россі й Гроссо, які були найкращими в наступних матчах. Учора він випустив лише на заміну ді Натале й Каморанезі, які були набагато краще готові фізично, ніж ті, замість кого вони вийшли на поле. Протягом усього турніру тренер шукав свого героя, як шукаємо ми темні шкарпетки в ящику вранці, коли безнадійно проспали. Ді Натале, Дель П'єро, Кассано .... |

Критикували головного тренера національної команди й за одноманітну тактику збірної, яка робила ставку на вміння Луки Тоні завершувати гольові моменти, створювані йому партнерами, і за беззубість півзахисту, а також нездатність збірної швидко виходити з оборони і за багато інше.
Розрив контракту з Донадоні «загрожував» федерації футболу Італії виплатою відступних в розмірі 6 млн євро, однак керівництво італійського футболу скористалася пунктом, у якому зазначалося, що якщо збірна на чемпіонаті Європи не вийде в півфінал, то італійська федерація має право анулювати контракт. Журналісти почали активно «сватати» в збірну Ліппі, який після деяких роздумів знову погодився очолити команду. 26 червня 2008 року Донадоні офіційно відправили у відставку. Після цього, Донадоні дав інтерв'ю, у якому заявив, що позбувся свого місця через одне пенальті, і що італійська збірна виконала хорошу роботу.
Після того як Роберто звільнили зі збірної, він вирішив відмовитися від відпочинку й зайнявся пошуками роботи. Італійським фахівцем цікавилися безліч клубів, серед них московський «Спартак», англійські «Вест Гем Юнайтед», «Ньюкасл Юнайтед», «Манчестер Сіті», «Челсі», колишній клуб Донадоні «Мілан», а також збірна Саудівської Аравії.

#### «Наполі»
Цікавився Роберто й «Наполі», який до цього не міг перемогти в десяти матчах поспіль, але сам фахівець заявив, що з цим поспішати не слід. Утім вже 11 березня 2009 року Роберто Донадоні офіційно очолив «Наполі», підписавши контракт на 2,5 роки зі щорічною виплатою 1,8 млн євро «чистими». Після підписання контракту Роберто сказав: «Більше ніж півроку без роботи — це болісно. Я прийшов, щоб працювати й допомогти команді. Сподіваюся, що зможемо піднятися в турнірній таблиці якомога вище. Я люблю приймати виклики».
|                                            | Я думав про Донадоні кожну хвилину кризи, яку [ми] переживаємо останні 4 роки. |
| — Ауреліо Де Лаурентіс, президент «Наполі» |                                                                                |

Свій другий матч під керівництвом Донадоні «Наполі» проводив проти «Мілана» та міг перемогти, але через рішення арбітра зустрічі, який помилково зафіксував офсайд у форварда неаполітанців, матч завершився внічию. Сам Донадоні досить спокійно відреагував на помилку судді, вважаючи за краще обговорювати лише саму гру. 26 квітня, у матчі 33-го туру, «Наполі» обіграв лідера чемпіонату Італії, клуб «Інтер», з рахунком 1:0, після закінчення гри Роберто зазначив, що з таким настроєм, як у грі з «Інтером», його команда повинна проводити всі зустрічі. 5 травня 2009 нападник «Наполі», Марсело Салаєта, не прибув на тренування без поважних причин, і вже наступного дня Донадоні різко заявив, що поки він у команді, Салаєта в складі «Наполі» грати не буде. Неаполітанський клуб під керівництвом Донадоні завершив сезон на 12-му місці.

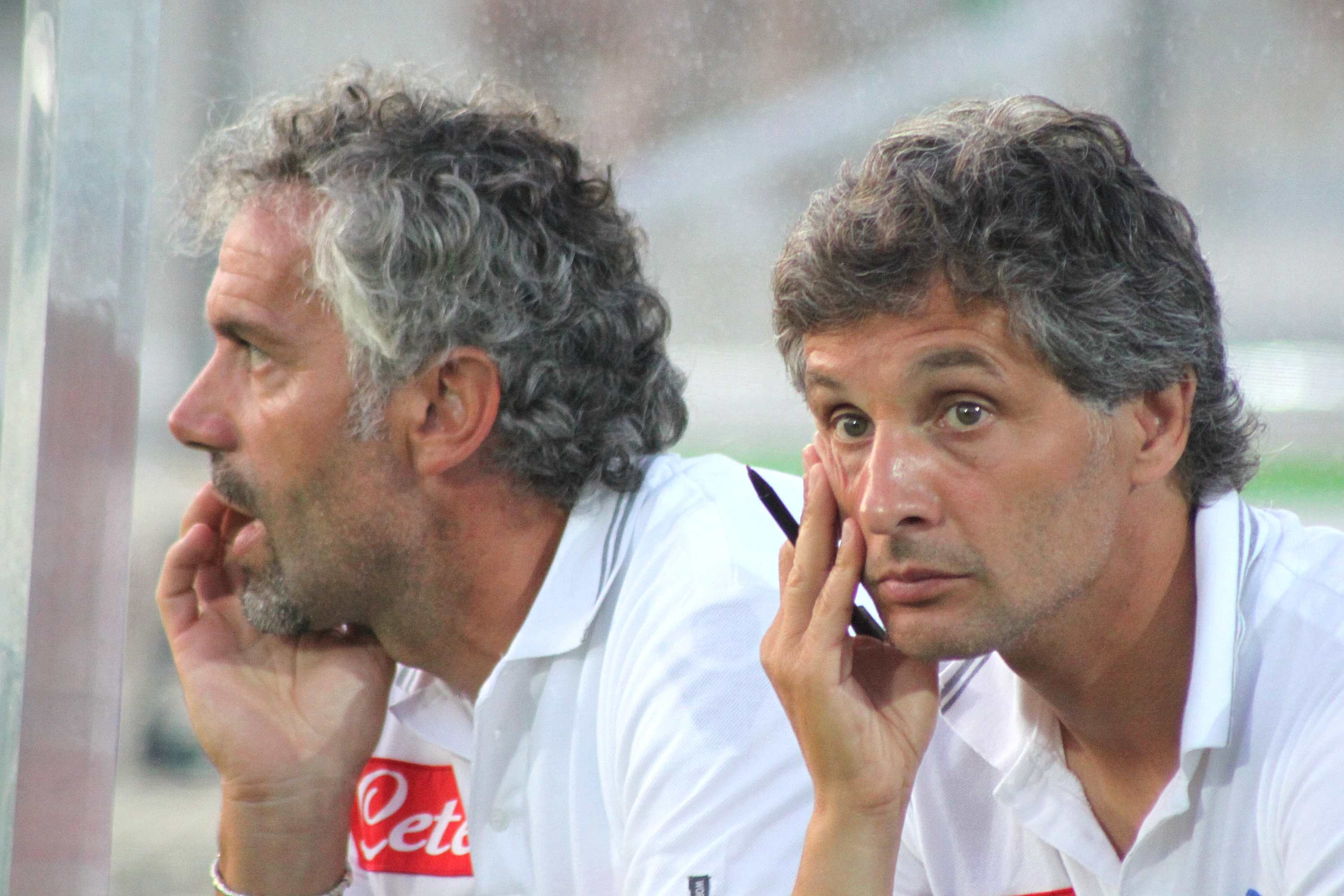
Роберто Донадоні й Маріо Бортолацці під час роботи з «Наполі»

У матчі першого туру Серії А сезону 2009/10 років «Наполі» програв клубу «Палермо», з рахунком 1:2, проте Донадоні залишився задоволений грою своєї команди, сказавши, що його підопічні продемонстрували хороший футбол, а в другому турі клуб здобув першу перемогу в чемпіонаті, обігравши «Ліворно» з рахунком 3:1. Але початок чемпіонату в клубу Донадоні вийшов невдалим, за що він був розкритикований, однак, Роберто бачив виключно позитивні якості гри своєї команди, а причинами невдалої гри називав проблеми з психологією в гравців. 29 вересня, після серії невдалих матчів, з «Наполі» пішов спортивний директор клубу, П'єрпаоло Маріно, який і запросив Донадоні в команду, однак звільнення самого Роберто клубом не планувалася. 6 жовтня, через два дні після поразки «Наполі» від «Роми», Донадоні був звільнений зі своєї посади, а його місце зайняв Вальтер Маццаррі. Під керівництвом Донадоні «Наполі» провів 18 матчів у чемпіонаті й Кубку Італії, з них клуб виграв 4 гри, 6 звів внічию і 8 програв. Після звільнення Роберто, Ауреліо Де Лаурентіс сказав: «Це рішення було необхідне, щоб дати „блакитним“ новий імпульс у сезоні й основу на найближчі 5 років», також Де Лаурентіс відзначив слабку фізичну форму команди і невдалу взаємодію Донадоні з Маріно, якого не влаштовував вибір гравців, на яких робив ставку Роберто. Марчело Ліппі, який змінив Донадоні на посаді головного тренера збірної Італії сказав, що він жалкує про відставку свого колеги. Сам Донадоні в інтерв'ю сказав, що Де Лаурентіс «слабо розбирається у футболі й не уявляє, що твориться в команді», при цьому Роберто повідомив, що не хотів образити президента клубу. Своєму наступнику Маццарі Донадоні побажав удачі.
Після звільнення з «Наполі», Донадоні був кандидатом на пост тренера мадридського «Реала»; на сайті найбільшої спортивної іспанської газети Marca було проведено опитування, на тему, кого б читачі хотіли бачити на посту «Реала», серед 6-ти представлених кандидатів, Донадоні набрав найменшу кількість голосів — 2 %.
У лютому 2010 року Донадоні став одним з основних кандидатів на пост головного тренера збірної Ізраїлю. У тому ж році претендував на пост тренера збірної Росії. У вересні 2010 року Роберто вислав своє резюме в англійський клуб «Астон Вілла», бажаючи зайняти пост головного тренера команди. Сам Роберто висловився про своє бажання продовжити тренерську роботу: «Сподіваюся, що рано чи пізно щось станеться і я продовжу тренерську роботу. У мене є бажання знову бути тренером, тренувати хлопців». Під час періоду вимушеного «простою», Донадоні провів один матч як головний тренер «Фінансової поліції», яка зіграла благодійний матч на Кубок священнослужителів зі збірною Ватикану під керівництвом Джованні Трапаттоні.

#### «Кальярі»
Після звільнення з поста головного тренера клубу «Кальярі» П'єрпаоло Бізолі, Донадоні став одним з головних претендентів на пост наставника команди. 16 листопада 2010 року Роберто був призначений головним тренером «Кальярі». Контракт був підписаний на 2 роки. 21 листопада «Кальярі» провів перший матч під керівництвом Донадоні й переміг з рахунком 2:1 «Брешію». 5 грудня клуб програв свій перший матч з Донадоні на чолі, поступившись «Фіорентіні» з рахунком 0:1. Усього за перший сезон клуб провів під керівництвом Роберто 18 ігор, з них були виграні 9, одна зведена внічию і 8 зустрічей клуб програв. У турнірній таблиці команда зайняла 14 місце, при тому, що по ходу турніру клуб втратив найкращого бомбардира команди, Алессандро Матрі. По ходу сезону Донадоні піддавався критиці, зокрема від президента «Кальярі», Массімо Челліно, однак, незважаючи на це, президент висловив 100 % довіру Роберто. Також у тому ж сезоні Роберто був кандидатом на пост головного тренера московського «Динамо». 12 серпня Донадоні звільнений з поста головного тренера команди через конфлікт із Челліно, який відмовився купувати форварда Давіда Суасо, який був необхідний Роберто і навіть уже тренувався з командою.

#### «Парма»
Восени 2011 року керівництво «Сампдорії» запропонувало Донадоні пост головного тренера команди, проте він відмовився. 9 січня 2012 року Донадоні очолив клуб «Парма», замінивши звільненого Франко Коломбу. Контракт був підписаний до 30 червня 2013 року. У першому матчі під керівництвом Роберто «Парма» домоглася перемоги над «Сієною» з рахунком 3:1. Роберто поступово зміг налагодити гру його команди: в останніх 6 іграх першості Парма здобула 6 перемог, одна з яких у матчі з «Інтером». Завдяки такому стрімкому фінішному спурту, пармезанці піднялися з низів турнірної таблиці в першу десятку. Початок сезону 2012/13 років видався для «Парми» невдалим: клуб у першому турі програв чемпіону країни, «Ювентусу» з рахунком 0:2, хоча, на думку Роберто, «міг добитися більшого». А в третьому турі програв колишньому клубу Донадоні, «Наполі», з рахунком 1:3. У середині сезону, після серії дивовижних ігор, що включала нічию з «Ювентусом», з'явилася інформація, що після закінчення сезону Роберто може очолити «Мілан». Після початку цих чуток, не дивлячись на запевнення самого Донадоні, що він залишиться в клубі, «Парма» стала виступати значно гірше, певний час навіть займаючи 12-е місце в турнірній таблиці Серії А. За підсумками сезону клуб Роберто зайняв 10 місце в чемпіонаті; а сам головний тренер повідомив: «Я залишаюся в „Пармі“, я тут щасливий. Мій контракт розрахований ще на два роки, і в мене немає причин йти». Початок сезону 2013/14 років вийшов для «Парми» невдалим: клуб у перших 4 зустрічах набрав 2 очки, але потім ситуація почала виправлятися, у результаті чого клуб, який не програвав більш як 4 місяці, до середини сезону став займати місце у верхній частині турнірної таблиці. Вдалі виступи «Парми» викликали інтерес до головного тренера з боку інших клубів — Роберто опинився кандидатом на пост головного тренера «Мілана» й англійських клубів «Тоттенгем Готспур» й «Суонсі Сіті». За підсумками сезону клуб посів 6 місце, що гарантувало команді місце в Лізі Європі, але «Парма» не змогла пройти ліцензування УЄФА, у результаті чого це місце віддали «Торіно». Сезон 2014/15 років почався для клубу просто жахливо — 6 поразок поспіль; через це Роберто опинився під загрозою звільнення. У січні 2015 року клуб як і раніше грав погано, займаючи останнє місце в серії А, при цьому маючи проблеми з фінансами. Клуб навіть покинула головна зірка команди, Антоніо Кассано, з приводу якого головний тренер дуже жорстко висловився: «Взагалі, легко говорити, що мовляв, мені не платять, або в мене є інші пропозиції, і я йду. Я вважаю, що єдине, що має сенс — до кінця виконувати свій обов'язок. Не потрібно думати тільки про себе, демонструючи боягузливу і лицемірну поведінку». У лютому гравці «Парми», які не отримували заробітну плату декілька місяців, відмовилися виходити на поле в матчі з «Удінезе». За підсумками сезону «Парма», яку за рік покинуло близько 10 провідних футболістів, вилетіла в Серію В.

#### «Болонья»
28 жовтня 2015 року Донадоні призначений головним тренером «Болоньї». Контракт підписаний до 30 червня 2017 року. 1 листопада 2015 року, в матчі 11-го туру серії А 2015/16 — першому матчі під керівництвом Донадоні, «Болонья» здобула перемогу над «Аталантою». З Донадоні на тренерському містку «росо-блу» демонструють хорошу гру, зокрема перемоги над «Наполі» й «Міланом», а також над «Ювентусом» (після чого переможна серія «Болоньї» склала 15 матчів), «Лаціо» та «Ромою». Під керівництвом Роберто команда зуміла піднятися з 18-го на рятівне 14-е місце, забезпечивши збереження прописки в Серії A 1 травня завдяки нульовій нічиїй з «Емполі». У середині лютого 2016 року керівництво «Болоньї» вирішило скористатися пунктом у контракті з Роберто Донадоні, в якому вказувалася можливість його автоматичного продовження ще на один сезон. «Боси» італійського клубу були задоволені тодішніми результатами команди. А вже 19 лютого «Болонья» зіграла в нульову нічию з «Ювентусом» (0:0), яка перервала 15-матчеву переможну серію туринського клубу. В післяматчевому коментарі головний тренер болонців Роберто Донадоні не приховував свого задоволення від результату гри, але при цьому зазначив, що його команда могла «досягти більшого в цьому матчі». Попри появу чуток про повернення до національної збірної, 21 березня 2016 року стало відомо, що Роберто тренуватиме «Болонью» й у сезоні 2016/17 років; згодом Роберто пояснив, що не хоче повернутися до тренування італійців через почуття вини.. 19 лютого 2016 року в 34-у турі Серії A «Болонья» на виїзді поступилася «Наполі» з рахунком 0:6. Донадоні в свою чергу так прокоментував цей результат: «Соромно програвати 0:6. У цьому винні всі, у тому числі я звинувачую й себе. Я прошу вибачення у вболівальників». Незважаючи на розгромну поразку від «Наполі» команда з Болоньї зуміла зберегти своє місце в Серії A на наступний сезон, фінішувавши в турнірній таблиці чемпіонату на 14-у підсумковому місці. Проте в кубку Італії «червоно-сині» виступили провально. Команда стартувала в третьому раунді турніру, в якому з рахунком 0:1 поступилася скромній «Павії».
Сезон 2016/17 років болонці розпочали на мажорній ноті, перемігши з рахунком 1:0 «Кротоне». Загалом же протягом сезону «Болонья» не демонструвала стабільної гри, вдалі поєдинки (перемоги над «Кальярі», «Сампдорією», «Палермо», «Пескари» (двічі), «Кротоне», «Торіно», «Сассуоло», «К'єво», «Удінезе», а також нічиї з «Інтером», «Лаціо» та «Дженоа») чергувалися з неочікуваними втратами очок (нічиї в поєдинках із «Сассуоло», «К'єво», «Емполі», «Кальярі», «Палермо», а також поразки від «Аталанти» (двічі), «Торіно», «Дженоа», «Лаціо» та «Емполі»). Як наслідок ще напередодні поєдинку 16-го туру Серії A проти «Емполі» на питання про можливість відставки відповів: «На даний момент я працюю в спокійній обстановці. … Зараз я хочу абстрагуватися від всякого роду чуток. Мені подобається працювати на тренерському містку Болоньї. Якщо ситуація помітно ускладниться, я буду першим, хто прийме рішення про відхід. Усе, що я хочу, це продовжувати робити свою роботу, щоб вивезти Болонью з низів турнірної таблиці». Проте за даними італійського видання Football Italia президент «Болоньї» Джані Сапуто був задоволений роботою Роберто в клубі, тому вирішив йому запропонувати новий контракт на поліпшених умовах, який мав діяти до кінця літа 2020 року. У середині липня 2017 року Донадоні офіційно продовжив угоду з болонцями. Нова угода мала термін до літа 2019 року. За підсумками сезону 2016/17 років клуб із Болоньї фінішував на 15-му місці в італійській Серії A. У кубку Італії «Болонья» виступила краще ніж попереднього року. У 3-му раунді турніру з рахунком 2:0 болонці перемогли «Трапані», у 4-му раунді — «Еллас Верону» (4:0). Проте в 1/8 фіналу з рахунком 2:3 поступилися міланському «Інтернаціонале» й вибули з турніру.
На початку грудня 2017 року у виїзному поєдинку 16-го туру Серії A «Болонья» мінімально поступилася «Мілану», по завершенні матчу Роберто не приховував власного розчарування від матчу, так прокоментувавши поразку своєї команди: «Мілан має важкі часи, але вони заробили цей результат правильною рішучістю. Люди очікували від них хорошої гри й ми повинні були для себе брати перевагу з цього психологічного аспекту», а також додав: «…ми не можемо спочивати на лаврах або бути задоволеними виконаним мінімумом. Ми повинні тиснути без обмежень». У середині лютого 2018 року, з посиланнями на видання Corriere di Bologna, у ЗМІ з'явилася інформація, що по завершенні сезону Донадоні може залишити посаду головного тренера «Болоньї». Причиною відставки мало стати бажання керівництва італійського клубу «освіжити команду» шляхом «запрошення нового фахівця».

## Характеристика Донадоні
За оцінкою Арріго Саккі, колишнього тренера Донадоні в «Мілані», Роберто — це людина, здатна бути «стрижнем», як атаки, так і оборони. У всіх командах, де грав Донадоні, він був гравцем, який з'єднує атаку з захистом. Донадоні ніколи не зупинявся, беручи участь у всіх діях своєї команди, борючись до кінця гри у всіх єдиноборствах. Єдиною негативною рисою характеру Роберто була надмірна образливість та вибуховий характер, але при цьому Роберто завжди швидко відходив, прощаючи кривдників.
Майже всю свою кар'єру Донадоні провів на правому фланзі півзахисту, де він міг використовувати всі свої найкращі якості, такі як вміння вести силову боротьбу, витривалість протягом усього матчу, швидкість бігу, «бачення» поля й прекрасні передачі та навісні подачі з правої ноги. При всій своїй чудовій техніці, Донадоні був «двоногим» футболістом, однаково успішно граючи обома ногами. Проходячи з м'ячем до штрафного, Донадоні або робив різану подачу в її центр, зазвичай це відбувалося, коли Роберто знаходився в оточенні гравців команди суперника, або йшов до краю штрафного і подавав на ближню штангу.
При дриблінгу Донадоні часто зміщувався вліво від гравця суперника, але якщо гравець протилежної команди атакував його з центру поля, то Донадоні йшов прямо, доходячи до краю майданчика, а потім «різав» кут і зміщувався в центр штрафного майданчика, де вже діяв за обставинами: або завдавав удару, або виконував поперечну передачу. Манера дриблінгу Донадоні називалася «Ріккі» (дослівний переклад — «Завитки»), і він володів нею досконало, був одним із найтехнічніших гравців «Мілана» свого часу й одним з найкращих крайніх футболістів в історії італійського футболу.
Найголовнішою чеснотою Донадоні-гравця було вміння «працювати» на команду, діяти в інтересах команди й завжди виконувати установку тренерського штабу. У «Мілані» Саккі Роберто ще більше розвинув у собі ці якості, а також тренер прищепив гравцеві вміння варіювати тактику в залежності від футболіста команди суперника, який протистояв йому на фланзі. При тому, що Донадоні був зразковим командним гравцем, він міг, завдяки своїй виконавській майстерності, діяти суто індивідуально, якщо того вимагала ситуація на полі.
Ставши тренером, Донадоні змінився. Його характерною рисою став спокій, вміння домовлятися і нелюбов до будь-яких конфліктів, як з гравцями своєї команди, яких Донадоні всіляко підтримував, так і зі своїми безпосередніми керівниками. Очоливши італійську національну команду, Донадоні завжди прагнув пояснювати через пресу футбольній громадськості країни свої дії й рішення, не звертаючи увагу на критику. Сам Роберто ніколи явно не критикував гравців збірної, цілком їх охороняючи від «нападок» журналістів, окрім випадків, коли футболісти порушували режим.

## Особисте життя

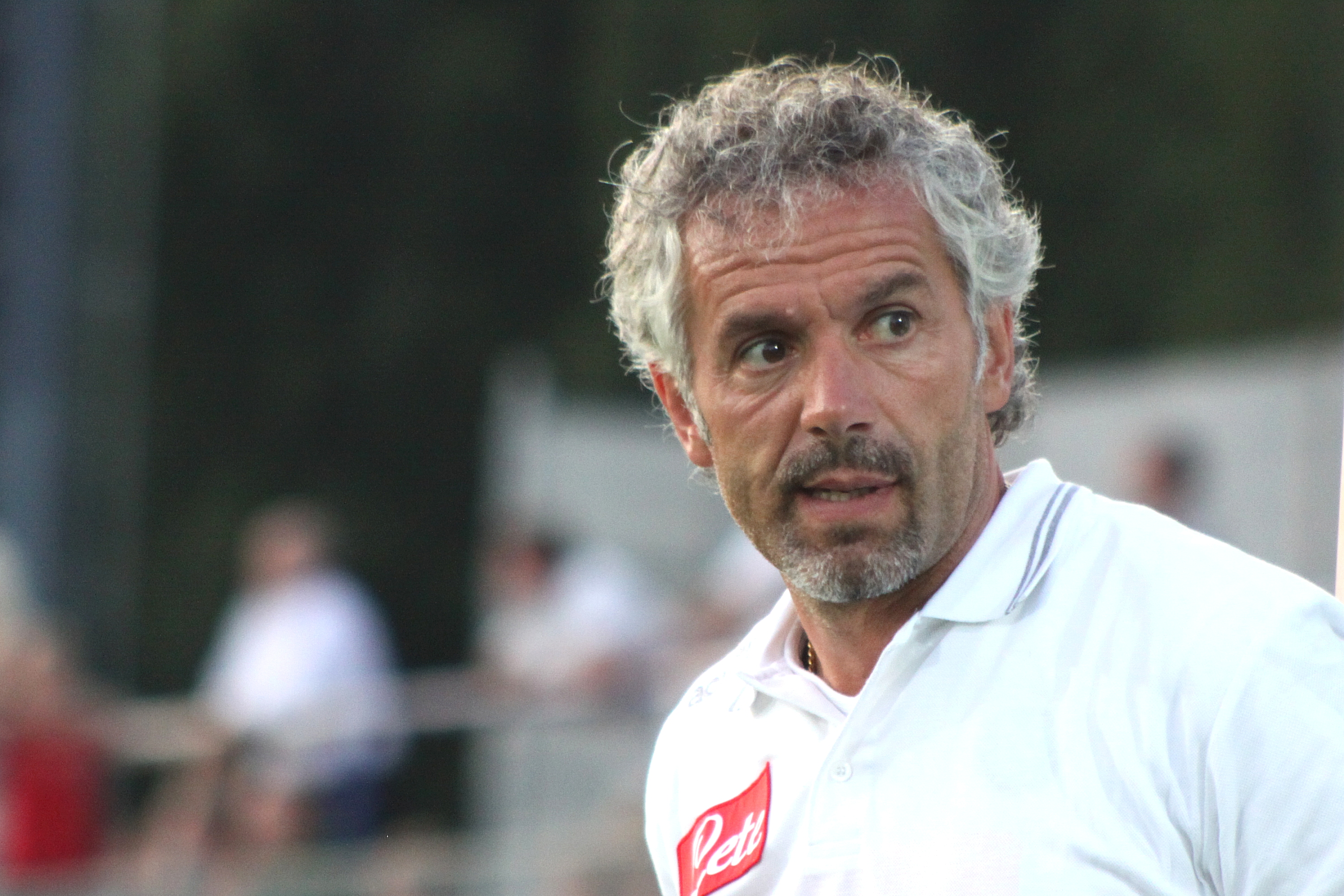
Роберто Донадоні

Донадоні одружений, його дружину звуть Крістіна, у них є син Андреа, який народився в 1989 році. Думка Андреа про гру команд Роберто дуже важлива для батька. Донадоні надзвичайно ревнивий, але намагається себе стримувати. Під час виступу Роберто в Саудівській Аравії пара два місяці жила окремо через заборону жінкам у цій країні ходити без чорної туніки, яку наділи на Крістіну, відразу по її прильоту в аеропорт, а також через традицію, яка забороняє жінкам у ресторанах знаходитися за одним столом із чоловіками.
Донадоні не надто релігійний, він називає себе «католиком-практиком», що означає, що він ніколи не просить Бога вплинути на результат матчу. Роберто щонеділі ходить до церкви й у важкі моменти життя молиться, але не за результати матчів. Він вважає, що в питанні заборони або дозволу абортів треба слідувати рішенням Папи Римського. Донадоні не вірить у прикмети чи «щасливі» речі, які треба носити з собою, щоб принадити удачу.
Роберто терпимо ставиться до одностатевих шлюбів, проте каже, що для нього сім'я — це батько й мати.
Найбільше на світі в людях Донадоні не любить брехню, лицемірство й людей, які люблять прикидатися. Роберто вірить у своїх друзів і каже, що вони завжди можуть на нього покластися, основою дружби він вважає щирість, навіть неприємну для нього самого. Донадоні думає, що без особистої свободи і любові нема чого жити, він пропагує повагу до інших та їх поглядів, а також альтруїзм у всіх його проявах.
Роберто віддає перевагу спортивному одягу, стверджуючи, що з краваткою він задихається. Попри сивину, Донадоні не збирається фарбувати волосся, вважаючи, що сиве волосся — ознака минулого часу.
З їжі Донадоні віддає першість спагеті з м'ясним соусом, також любить японську й мексиканську кухню.
Роберто Донадоні віддає перевагу таким розвагам як гольф, у який він навіть грав з Сільвіо Берлусконі, й кіно, насамперед — науковій фантастиці.

## Статистика

### Як гравця
У клубних командах:
| Сезон                           | Команда                         | Чемпіонат                       | Чемпіонат | Чемпіонат | Національний кубок | Національний кубок | Національний кубок | Континентальні кубки | Континентальні кубки | Континентальні кубки | Інші змагання | Інші змагання | Інші змагання | Усього | Усього |
| Сезон                           | Команда                         | Ліга                            | Ігор      | Голів     | Ліга               | Ігор               | Голів              | Ліга                 | Ігор                 | Голів                | Ліга          | Ігор          | Голів         | Ігор   | Голів  |
| ------------------------------- | ------------------------------- | ------------------------------- | --------- | --------- | ------------------ | ------------------ | ------------------ | -------------------- | -------------------- | -------------------- | ------------- | ------------- | ------------- | ------ | ------ |
| 1982–83                         | «Аталанта»                      | B                               | 18        | —         | КІ                 | ?                  | ?                  |                      | —                    | —                    |               | —             | —             | 18     | -      |
| 1983–84                         | «Аталанта»                      | B                               | 26        | 2         | КІ                 | ?                  | ?                  |                      | —                    | —                    |               | —             | —             | 26     | 2      |
| 1984–85                         | «Аталанта»                      | A                               | 22        | —         | КІ                 | ?                  | ?                  |                      | —                    | —                    |               | —             | —             | 22     | -      |
| 1985–86                         | «Аталанта»                      | A                               | 30        | 3         | КІ                 | ?                  | ?                  |                      | —                    | —                    |               | —             | —             | 30     | 3      |
| Усього за «Аталанту»            | Усього за «Аталанту»            | Усього за «Аталанту»            | 96        | 5         |                    | ?                  | ?                  |                      | —                    | —                    |               | —             | —             | 96     | 5      |
| 1986–87                         | «Мілан»                         | A                               | 28+1      | 2         | КІ                 | 7                  | 0                  |                      | —                    | —                    |               | —             | —             | 36     | 2      |
| 1987–88                         | «Мілан»                         | A                               | 29        | 4         | КІ                 | 7                  | 2                  | КУ                   | 3                    | 0                    |               | —             | —             | 39     | 6      |
| 1988–89                         | «Мілан»                         | A                               | 21        | 1         | КІ                 | 7                  | 1                  | КЧ                   | 9                    | 1                    | СІ            | 0             | 0             | 37     | 3      |
| 1989–90                         | «Мілан»                         | A                               | 24        | 4         | КІ                 | 3                  | 0                  | КЧ                   | 3                    | 0                    | СУ+МКК        | 2+1           | 0             | 33     | 4      |
| 1990–91                         | «Мілан»                         | A                               | 26        | 2         | КІ                 | 1                  | 0                  | КЧ                   | 3                    | 0                    | СУ+МКК        | 2+1           | 0             | 33     | 2      |
| 1991–92                         | «Мілан»                         | A                               | 30        | 1         | КІ                 | 6                  | 0                  |                      | —                    | —                    |               | —             | —             | 36     | 1      |
| 1992–93                         | «Мілан»                         | A                               | 20        | 1         | КІ                 | 0                  | 0                  | ЛЧ                   | 6                    | 0                    | СІ            | 1             | 0             | 27     | 1      |
| 1993–94                         | «Мілан»                         | A                               | 32        | 0         | КІ                 | 3                  | 0                  | ЛЧ                   | 8                    | 0                    | СІ+СУ+МКК     | 1+2+1         | 0             | 47     | 0      |
| 1994–95                         | «Мілан»                         | A                               | 30        | 2         | КІ                 | 2                  | 1                  | ЛЧ                   | 8                    | 0                    | СІ+СУ+МКК     | 1+2+1         | 0             | 44     | 3      |
| 1995–96                         | «Мілан»                         | A                               | 23        | 1         | КІ                 | 0                  | 0                  | КУ                   | 6                    | 0                    |               | —             | —             | 29     | 1      |
| 1996                            | «Нью-Йорк Метростарс»           | МЛС                             | 20        | 3         |                    |                    |                    |                      | —                    | —                    |               | —             | —             | 20     | 3      |
| 1997                            | «Нью-Йорк Метростарс»           | МЛС                             | 32        | 3         | КС                 | ?                  | ?                  |                      | —                    | —                    |               | —             | —             | 32     | 3      |
| Усього за «Нью-Йорк Метростарс» | Усього за «Нью-Йорк Метростарс» | Усього за «Нью-Йорк Метростарс» | 52        | 6         |                    | ?                  | ?                  |                      |                      |                      |               |               |               | 49     | 6      |
| 1997–98                         | «Мілан»                         | A                               | 15        | 0         | КІ                 | 4                  | 0                  |                      | —                    | —                    |               | —             | —             | 19     | 0      |
| 1998–99                         | «Мілан»                         | A                               | 9         | 0         | КІ                 | 1                  | 0                  |                      | —                    | —                    |               | —             | —             | 10     | 0      |
| Усього за «Мілан»               | Усього за «Мілан»               | Усього за «Мілан»               | 287+1     | 18+0      |                    | 41                 | 4                  |                      | 54                   | 1                    |               | 7             | 0             | 390    | 23     |
| 1999–00                         | «Аль-Іттіхад»                   | ЧСА                             | 15        | 0         |                    |                    |                    |                      | —                    | —                    |               | —             | —             | 15     | 0      |
| Усього за кар'єру               | Усього за кар'єру               | Усього за кар'єру               | 447       | 27        |                    | 39                 | 3                  |                      | 52                   | 1                    |               | 12            | 1             | 550    | 34     |

В національній збірній:
| Дата       | Місто              | Господарі         | Результат             | Гості          | Турнір                | Голи | Примітки   |
| ---------- | ------------------ | ----------------- | --------------------- | -------------- | --------------------- | ---- | ---------- |
| 08/10/1986 | Болонья            | Італія            | 2 – 0                 | Греція         | товариський матч      | -    |            |
| 15/11/1986 | Мілан              | Італія            | 3 – 2                 | Швейцарія      | Відбір до ЧЄ 1988     | 1    |            |
| 06/12/1986 | Валетта            | Мальта            | 0 – 2                 | Італія         | Відбір до ЧЄ 1988     | -    |            |
| 24/01/1987 | Бергамо            | Італія            | 5 – 0                 | Мальта         | Відбір до ЧЄ 1988     | -    |            |
| 14/02/1987 | Лісабон            | Португалія        | 0 – 1                 | Італія         | Відбір до ЧЄ 1988     | -    |            |
| 18/04/1987 | Кельн              | ФРН               | 0 – 0                 | Італія         | товариський матч      | -    |            |
| 28/05/1987 | Осло               | Норвегія          | 0 – 0                 | Італія         | товариський матч      | -    |            |
| 10/06/1987 | Цюрих              | Італія            | 3 – 1                 | Аргентина      | товариський матч      | -    |            |
| 23/09/1987 | Піза               | Італія            | 1 – 0                 | Югославія      | товариський матч      | -    |            |
| 17/10/1987 | Берн               | Швейцарія         | 0 – 0                 | Італія         | Відбір до ЧЄ 1988     | -    |            |
| 14/11/1987 | Неаполь            | Італія            | 2 – 1                 | Швеція         | Відбір до ЧЄ 1988     | -    |            |
| 05/12/1987 | Мілан              | Італія            | 3 – 0                 | Португалія     | Відбір до ЧЄ 1988     | -    |            |
| 20/02/1988 | Барі               | Італія            | 4 – 1                 | СРСР           | товариський матч      | -    |            |
| 31/03/1988 | Спліт              | Югославія         | 1 – 1                 | Італія         | товариський матч      | -    |            |
| 27/04/1988 | Люксембург         | Люксембург        | 0 – 3                 | Італія         | товариський матч      | -    |            |
| 04/06/1988 | Брешія             | Італія            | 0 – 1                 | Уельс          | товариський матч      | -    |            |
| 10/06/1988 | Дюссельдорф        | ФРН               | 1 – 1                 | Італія         | ЧЄ 1988 - 1-й етап    | -    |            |
| 14/06/1988 | Франкфурт-на-Майні | Італія            | 1 – 0                 | Іспанія        | ЧЄ 1988 - 1-й етап    | -    |            |
| 17/06/1988 | Кельн              | Італія            | 2 – 0                 | Данія          | ЧЄ 1988 - 1-й етап    | -    |            |
| 22/06/1988 | Штутгарт           | СРСР              | 2 – 0                 | Італія         | ЧЄ 1988 - півфінал    | -    |            |
| 19/10/1988 | Пескара            | Італія            | 2 – 1                 | Норвегія       | товариський матч      | -    |            |
| 22/02/1989 | Піза               | Італія            | 1 – 0                 | Данія          | товариський матч      | -    |            |
| 25/03/1989 | Відень             | Австрія           | 0 – 1                 | Італія         | товариський матч      | -    |            |
| 29/03/1989 | Сібіу              | Румунія           | 1 – 0                 | Італія         | товариський матч      | -    |            |
| 26/04/1989 | Таранто            | Італія            | 4 – 0                 | Угорщина       | товариський матч      | -    |            |
| 11/11/1989 | Віченца            | Італія            | 1 – 0                 | Алжир          | товариський матч      | -    |            |
| 15/11/1989 | Лондон             | Англія            | 0 – 0                 | Італія         | товариський матч      | -    |            |
| 21/12/1989 | Кальярі            | Італія            | 0 – 0                 | Аргентина      | товариський матч      | -    |            |
| 31/03/1990 | Базель             | Швейцарія         | 0 – 1                 | Італія         | товариський матч      | -    |            |
| 09/06/1990 | Рим                | Італія            | 1 – 0                 | Австрія        | ЧС 1990 - 1-й етап    | -    |            |
| 14/06/1990 | Рим                | Італія            | 1 – 0                 | США            | ЧС 1990 - 1-й етап    | -    |            |
| 19/06/1990 | Рим                | Італія            | 2 – 0                 | Чехословаччина | ЧС 1990 - 1-й етап    | -    |            |
| 30/06/1990 | Рим                | Італія            | 1 – 0                 | Ірландія       | ЧС 1990 - чвертьфінал | -    |            |
| 03/07/1990 | Неаполь            | Аргентина         | 1 – 1 д.ч. (4-3 п.п.) | Італія         | ЧС 1990 - півфінал    | -    |            |
| 26/09/1990 | Палермо            | Італія            | 1 – 0                 | Нідерланди     | товариський матч      | -    |            |
| 17/10/1990 | Будапешт           | Угорщина          | 1 – 1                 | Італія         | Відбір до ЧЄ 1992     | -    |            |
| 01/05/1991 | Салерно            | Італія            | 3 – 1                 | Угорщина       | Відбір до ЧЄ 1992     | 2    |            |
| 19/02/1992 | Чезена             | Італія            | 4 – 0                 | Сан-Марино     | товариський матч      | 1    |            |
| 25/03/1992 | Турин              | Італія            | 1 – 0                 | Німеччина      | товариський матч      | -    |            |
| 31/05/1992 | Нью-Гейвен         | Італія            | 0 – 0                 | Португалія     | USA Cup               | -    |            |
| 06/06/1992 | Чикаго             | США               | 1 – 1                 | Італія         | USA Cup               | -    |            |
| 09/09/1992 | Ейндговен          | Нідерланди        | 2 – 3                 | Італія         | товариський матч      | -    |            |
| 14/10/1992 | Кальярі            | Італія            | 2 – 2                 | Швейцарія      | Відбір до ЧС 1994     | -    |            |
| 18/11/1992 | Глазго             | Шотландія         | 0 – 0                 | Італія         | Відбір до ЧС 1994     | -    |            |
| 19/12/1992 | Валетта            | Мальта            | 1 – 2                 | Італія         | Відбір до ЧС 1994     | -    |            |
| 13/10/1993 | Рим                | Італія            | 3 – 1                 | Шотландія      | Відбір до ЧС 1994     | 1    |            |
| 17/11/1993 | Мілан              | Італія            | 1 – 0                 | Португалія     | Відбір до ЧС 1994     | -    |            |
| 23/03/1994 | Штутгарт           | Німеччина         | 2 – 1                 | Італія         | товариський матч      | -    |            |
| 27/05/1994 | Парма              | Італія            | 2 – 0                 | Фінляндія      | товариський матч      | -    |            |
| 03/06/1994 | Рим                | Італія            | 1 – 0                 | Швейцарія      | товариський матч      | -    |            |
| 11/06/1994 | Нью-Гейвен         | Італія            | 1 – 0                 | Коста-Рика     | товариський матч      | -    |            |
| 18/06/1994 | Нью-Йорк           | Італія            | 0 – 1                 | Ірландія       | ЧС 1994 - 1-й етап    | -    |            |
| 28/06/1994 | Вашингтон          | Італія            | 1 – 1                 | Мексика        | ЧС 1994 - 1-й етап    | -    |            |
| 05/07/1994 | Бостон             | Нігерія           | 1 – 2 д.ч.            | Італія         | ЧС 1994 - 1/8 фіналу  | -    |            |
| 09/07/1994 | Бостон             | Італія            | 2 – 1                 | Іспанія        | ЧС 1994 - чвертьфінал | -    |            |
| 13/07/1994 | Нью-Йорк           | Італія            | 2 – 1                 | Болгарія       | ЧС 1994 - півфінал    | -    |            |
| 17/07/1994 | Лос-Анджелес       | Бразилія          | 0 – 0 д.ч. (3-2 п.п.) | Італія         | ЧС 1994 - Фінал       | -    | 2-ге місце |
| 07/09/1994 | Марибор            | Словенія          | 1 – 1                 | Італія         | Відбір до ЧЄ 1996     | -    |            |
| 16/11/1994 | Палермо            | Італія            | 1 – 2                 | Хорватія       | Відбір до ЧЄ 1996     | -    |            |
| 01/06/1996 | Будапешт           | Угорщина          | 0 – 2                 | Італія         | товариський матч      | -    |            |
| 11/06/1996 | Ліверпуль          | Росія             | 1 – 2                 | Італія         | ЧЄ 1996 - 1-й етап    | -    |            |
| 14/06/1996 | Ліверпуль          | Чехія             | 2 – 1                 | Італія         | ЧЄ 1996 - 1-й етап    | -    |            |
| 19/06/1996 | Манчестер          | Німеччина         | 0 – 0                 | Італія         | ЧЄ 1996 - 1-й етап    | -    |            |
| Усього     |                    | Матчів (23 місце) | 63                    |                | Голів                 | 5    |            |

### Як тренера
Статистика виступів команд під керівництвом Роберто Донадоні (станом на 29 січня 2017 року)
| Сезон                               | Команда                             | Ліга                                | Місце                               | Матчі | Матчі    | Матчі | Матчі   |
| Сезон                               | Команда                             | Ліга                                | Місце                               | Матчі | Перемоги | Нічиї | Поразки |
| ----------------------------------- | ----------------------------------- | ----------------------------------- | ----------------------------------- | ----- | -------- | ----- | ------- |
| 2001/02                             | «Лекко»                             | Серія С1                            | 10                                  | 21    | 7        | 7     | 7       |
| 2002/03                             | «Ліворно»                           | Серія B                             | 9                                   | 38    | 12       | 13    | 13      |
| 2003/04                             | «Дженоа»                            | Серія B                             | звільнений                          | 3     | 0        | 0     | 3       |
| 2004/05                             | Ліворно                             | Серія A                             | 9                                   | 20    | 6        | 7     | 7       |
| 2005/06                             | Ліворно                             | Серія A                             | відставка                           | 23    | 10       | 8     | 5       |
| Усього в «Ліворно»                  | Усього в «Ліворно»                  | Усього в «Ліворно»                  | Усього в «Ліворно»                  | 81    | 28       | 28    | 25      |
| 2008                                | Італія                              | Євро-2008                           | 1/4 фіналу                          | 4     | 1        | 2     | 1       |
| Усього в збірній Італії (2006—2008) | Усього в збірній Італії (2006—2008) | Усього в збірній Італії (2006—2008) | Усього в збірній Італії (2006—2008) | 23    | 13       | 5     | 5       |
| 2008/09                             | «Наполі»                            | Серія A                             | 12º                                 | 11    | 2        | 5     | 4       |
| 2009/10                             | «Наполі»                            | Серія A                             | звільнений                          | 7     | 2        | 1     | 4       |
| Усього в «Наполі»                   | Усього в «Наполі»                   | Усього в «Наполі»                   | Усього в «Наполі»                   | 18    | 4        | 6     | 8       |
| 2010/11                             | «Кальярі»                           | Серія A                             | 14°                                 | 18    | 10       | 4     | 12      |
| 2011/12                             | «Парма»                             | Серія A                             | 8°                                  | 21    | 10       | 7     | 4       |
| 2012/13                             | «Парма»                             | Серія A                             | 10                                  | 39    | 13       | 11    | 15      |
| 2013/14                             | «Парма»                             | Серія A                             | 6                                   | 41    | 17       | 13    | 11      |
| 2014/15                             | «Парма»                             | Серія A                             | 20                                  | 40    | 7        | 8     | 25      |
| Усього в «Пармі»                    | Усього в «Пармі»                    | Усього в «Пармі»                    | Усього в «Пармі»                    | 141   | 47       | 38    | 56      |
| 2015/16                             | «Болонья»                           | Серія A                             | 14                                  | 28    | 9        | 9     | 10      |
| 2016/17                             | «Болонья»                           | Серія A                             | —                                   | 24    | 9        | 6     | 9       |
| Усього                              | Усього                              | Усього                              | Усього                              | 357   | 121      | 101   | 135     |

Матчі національної команди Італії під керівництвом Донадоні:

## Досягнення

### Командні
«Мілан»
- Серія A
  -  Чемпіон (6): 1987/88, 1991/92, 1992/93, 1993/94, 1995/96, 1998/99
- Суперкубок Італії
  -  Володар (4): 1988, 1992, 1993, 1994
- Кубок чемпіонів/Ліга чемпіонів УЄФА
  -  Володар (3): 1988/89, 1989/90, 1993/94
- Суперкубок Європи
  -  Володар (3): 1989, 1990, 1994
- Міжконтинентальний кубок
  -  Володар (2): 1989, 1990

«Аль-Іттіхад»
- Чемпіонат Саудівської Аравії
  -  Чемпіон (1): 1999/00

збірна Італії
- Чемпіонат Європи
  -  Бронзовий призер (1): 1988
- Чемпіонат світу
  -  Срібний призер (1): 1994
  -  Бронзовий призер (1): 1990

### Особисті
- Лауреат премії Гаетано Ширеа[en] (1998)